# Apamea contradicta
Apamea contradicta là một loài bướm đêm thuộc họ Noctuidae. Chúng xuất hiện ngang qua miền nam Canada từ Newfoundland và Labrador phía tây đến Alberta, phía nam đến Colorado.
Sải cánh khoảng 38–45 mm. Con trưởng thành bay từ tháng 6 đến tháng 7 tùy theo địa điểm.